# Хёмин
Пак Сон Ён (кор. 박선영; англ. Park Sun Young; род. 30 мая 1989 года, более известна как Хёмин (кор. 효민) — южнокорейская певица, актриса и автор песен. Является участницей гёрл-группы T-ara. Помимо деятельности в своей группе, Хёмин также снималась в различных телевизионных дорамах, таких как «Моя девушка — Кумихо» (2010), «Кебэк» (2011), «Тысячный мужчина» (2012) и в различных фильмах, таких как «Ужасный» ( 2011) и «Проклятье!!!» (2013). Она дебютировала в качестве сольного исполнителя с дебютным мини-альбомом Make Up 30 июня 2014 года.

## Карьера

### 1989—2011: Ранняя жизнь и начало карьеры
Пак Сон Ён родилась 30 мая 1989 года в городе Пусан, Республика Корея и является единственным ребёнком в семье. В 1997 году в возрасте 8 лет Хёмин победила в модельном конкурсе «MiMi Princess». Она была известна как модель, и снималась для интернет-магазинов. Она была стажёром в JYP Entertainment. Считалось, что она станет заменой Хёне в группе Wonder Girls в 2007. Перед тем как её заметил лейбл Core Contents Media, она появлялась в музыкальных видео артистов, таких как SS501 «Unlock», SG Wannabe «Smooth Break-Up» и FT Island «Heaven».
Она была выбрана Core Contents Media, чтобы участвовать в некоторых песнях своих коллег по лейблу до её дебюта. Это включало Хван Чжон Ым, проект «Color Pink» с участием SeeyYa, Davichi и «Black Pearl». Она также участвовала в музыкальном шоу вместе с SeeYa во время промоушена для песни «Hot Girl»
Хёмин дебютировала в 2009 году в составе T-ara. Группа дебютировала 30 июля на музыкальной программе M Countdown со своим синглом «Lie».
Хёмин была постоянной участницей в эстрадном шоу «Непобедимая молодежь» с 23 октября 2009 года по 24 декабря 2010 года. 
В ноябре Хёмин сыграл в музыкальной постановке I Really Really Like You, адаптированной к хитовой дораме «Действительно люблю». Её коллега по группе Борам сыграла в том же мюзикле в декабре 2010 года вместе со своим отцом Чон Ян-Роком.
В 2010 году Хёмин была в проектной группе Wonder Women с коллегами по лейблу SeeYa и Davichi, а также со своей коллегой Хам Ынчжи. Она участвовала в саундтреке для дорамы «Кофейня» в 2010 и сотрудничала с Brave Brothers для записи цифрового сингла «Beautiful Girl» в 2011 году. В этом же году она сыграла роль второго плана в телесериале «Моя девушка - Кумихо».
14 июня 2011 года Core Contents Media представили Хёмин как нового лидера T-ara. В это время группа выпустила мини-альбом John Travolta Wannabe. В дальнейшем Хёмин уступила лидерство другой участнице группы — Соён. Хёмин дебютировала на большом экране в фильме ужасов «Ужасный», который был выпущен 4 августа.

### 2012—2013: Актерская карьера и T-ara N4
В 2012 году Хёмин сыграла роль в мюзикле «Наша молодость, Роли-Поли» вместе с участниками группы Джиён и Соён. Хёмин также снималась в китайской версии шоу We Got Married, в которой её партнером был Фу Синьбо. 14 июня было подтверждено, что Хёмин сыграла второстепенную роль в фэнтезийном ситкоме «Тысячный мужчина».
10 февраля 2013 года Хёмин сыграла в главной роли в японском фильме «Проклятье!!!» с Кэнто Ямадзаки и Куруми Симидзу главных ролях. В апреле вместе с участницами T-ara  Ынчжи, Джиён и бывшей участницей Арым сформировали подгруппу под названием T-ara N4, выпустив свой первый мини-альбом под названием Jeon Won Diary.

### 2014—настоящее время: Соло дебют и уход из MBK Entertainment
В июне 2014 года Хёмин выпустила свой дебютный мини-альбом Make Up с заглавным треком «Nice Body». Она официально дебютировала 3 июля на M Countdown. 20 июля Хёмин выпустила еще один сингл «Fake It».
14 марта 2016 года Хёмин выпустила сингл «Still». Ее второй мини-альбом Sketch с двойными заглавными синглами «Sketch» и «Gold» была выпущена 17 марта 2016 года.
В январе 2018 года Хёмин покинула MBK Entertainment после истечения срока её контракта. Ее намерение состоит в том, чтобы продолжить продвижение с T-ara в будущем. В мае Хёмин присоединилась к Sublime Artist Agency для начала сольной карьеры в Южной Корее и Китае. 7 августа стало известно, что Хёмин вернется с новым материалом в середине сентября с работая с продюсерами которали работали над песнями EXO «Ko Ko Bop», Twice «Dance The Night Away» и другими. 12 сентября Хёмин выпустила цифровой сингл под названием «Mango», за которым последовал шоукейс.
20 января 2019 года Хёмин выпустила свой второй цифровой сингл под названием «U Um U Um» перед своим третьим мини-альбомом, выход которого ожидается в середине февраля. 
20 февраля Хёмин выпустила свой третий мини-альбом Allure. Заглавный трек альбома также называется «Allure (입꼬리)».

## Другая деятельность

### Дизайн одежды
Во время работы над треком T-ARA «Roly-Poly» в июне 2011, Хёмин сама разработала собственный сценический костюм в ретро стиле и короткие шорты, которые были популярны в тот период.
В июне 2012 Хёмин в сотрудничестве со знаминитом стилистом  Kim Sung-il запустила эксклюзивную линию одежды для G-Market. Хёмин приняла участие в разработке 150 предметов одежды и активно занималась в продвижении коллекции.
В 2016 году Хёмин стала лицом Brave Brothers - нового косметического бренда.

### Косметический бренд
В 2019 году Хёмин сотрудничала с VT Cosmetics и KODI, чтобы 25 февраля 2019 года запустить новый косметический бренд под названием «MINITT». Хёмин непосредственно участвовала в процессе планирования, проектирования и разработки.
Название бренда «MINITT» - это сочетание «MIN» и «MINUTE» Хёмин, что означает «погрузиться в чары MINITT на данный момент». Девиз бренда - «Нарисуй свой цвет, нарисуй свой MINITT».

## Дискография

### Мини альбомы
- Make Up (2014)
- Sketch (2016)
- Allure (2019)

## Фильмография

### Фильмы
| Год  | Название        | Роль      | Примечания   | Ссылка       |
| ---- | --------------- | --------- | ------------ | ------------ |
| 2011 | «Ужасный»       | Ю Рин     | Главная роль | [ 8 ] [ 25 ] |
| 2013 | «Проклятье !!!» | Юн Чжи Хо | Ведущая роль | [ 10 ]       |

### Телесериалы
| Год  | Название               | Телеканал     | Роль       | Примечания           | Ссылка       |
| ---- | ---------------------- | ------------- | ---------- | -------------------- | ------------ |
| 2010 | «Моя девушка — Кумихо» | SBS           | Бан Сан Нё | Вспомогательная роль | [ 6 ] [ 26 ] |
| 2011 | «Кебэк»                | MBC           | Чо Ён      | Вспомогательная роль | [ 27 ]       |
| 2012 | «Тысячный мужчина»     | MBC           | Гу Ми Но   | Вспомогательная роль | [ 28 ]       |
| 2015 | «Сладкий соблазн»      | Naver TV Cast | Хё Чжин    | Веб-дорама           | [ 29 ]       |

## Награды
| Год  | Премия                   | Категория               | Номинированая работа | Результат | Ссылка |
| ---- | ------------------------ | ----------------------- | -------------------- | --------- | ------ |
| 2011 | MBC Drama Awards         | Лучшая новая актриса    | «Кебэк»              | Победа    | [ 30 ] |
| 2017 | Yinyuetai V-chart Awards | Лучший корейский артист | Sketch               | Победа    | [ 31 ] |